# Моріц фон Швінд
Моріц фон Швінд (нім. Moritz Ludwig von Schwind; 21 січня 1804, Відень — 8 лютого 1871, Нідерпеккінг) — австрійський художник та графік.

## Життєпис
Моріц народився у Відні в родині Франца Едлера фон Швінда (1752—1818)), який походив з Пльзенського краю, був секретарем Таємної судової канцелярії (Österreichische Hofkanzlei) і у 1792 році отримав почесне звання Лицаря Священної Римської імперії. Мати Моріца — Франциска фон Гольцмейстер (1779—1842), донька австрійського дворянина Гофрата Августа Гольцмайстера фон Форстхайма (1742—1806). Усього в родині фон Швіндів було шестеро дітей. Моріц навчався в Шотландській гімназії (Schottengymnasium) у Відні разом з майбутніми письменниками Ніколаусом Ленау і поетом Едуардом фон Бауернфельдом. Згодом продовжив навчання у Віденському університеті з наміром стати державним службовцем. З 1823 року навчався у Віденській Академії образотворчих мистецтв у класах  художників Йоганна Петера Краффта та Людвига Фердинанда Шнорра фон Карольсфельда. Під час навчання заприятелював з Францем Шубертом, пісні якого згодом ілюстрував. Не маючи статку Моріц якось намалював вивіску для кав’ярні, аби розрахуватися з боргами. У 1828 році Моріц переїхав до Мюнхена. За посередництва Петера фон Корнеліуса у 1834 році розписав бібліотечну кімнату нового палацу Людвига I настінними розписами, що ілюструють поезію Людвига Тіка. Також працював над ілюстраціями до творів Йоганна Гете та інших письменників. Моріц фон Швінд дружив в цей час з  Францем фон Шобер, Леопольдом Купельвізером та Францем Грільпарцерем. В 1828 році за порадою Петера фон Корнеліуса Моріц фон Швінд перебрався в Мюнхен, де завдяки посередництву того ж Корнеліуса отримав замовлення на розпис бібліотеки баварської королеви за мотивами поезії Людвіга Тіка. Після поїздки в Італію 1835 року у Моріц фон Швінд створив проєкт розпису внутрішніх приміщень королівської резиденції — замку Гоеншванґау, що оповідає про останні епізоди життя Карла Великого. Потім пішли замовлення з Саксонії та Баден а, які принесли йому популярність.
У 1840–1844 роках Моріц фон Швінд працював і жив в Карлсруе. Тут він познайомився зі своєю майбутньою дружиною — Луїзою Закс, донькою майора, образ якої він відобразив у своїй відомій праці «Весільна подорож». У Карлсруе тло Швінд створив вісім медальйонів для залу засідань Будинку станів Карлсруе і декорував фресками сходи і зали першого поверху державного виставкового залу Карлсруе — Кунстхалле. 1847 року він став професором мюнхенської Академії образотворчих мистецтв (серед його учнів, зокрема, Едуард Ілле). Моріц фон Швінд читав лекції в Франкфурті і Мюнхені, а за рекомендацією Франца фон Шобера отримав замовлення від наслідного великого герцога Веймар ського на розпис відреставрованого замку Вартбург недалеко від Айзенаха. Створені у 1854–1855 роках настінні фрески в Вартбург, як, наприклад,«Змагання співаків», вважаються найвідомішими творами художника. Фрески присвячені різним етапам в історії Тюрингії, наприклад, життя Єлизавети Тюрингської. У 1855 році Морицу фон Швінд і його братам Августу і Францу було присвоєно лицарське звання. Свої малюнки фон Швінд міг відправляти в Глазго та Лондон. У 1866—1867 роках він працював над розписом тільки побудованої будівлі Віденської державної опери. Фоє опери стало згодом носити його ім'я. Ложу в опері фон Швінд розписав фресками за мотивами «Чарівної флейти» Моцарта, а фоє — за творами інших композиторів.
Свою останню роботу — «Цикл Мелюзіни» — для круглого храму (ротонди) Швінд закінчив за півроку до своєї смерті. Зараз вони демонструються в Австрійської галереї.
Моріц фон Швінд похований на Старому південному цвинтарі в Мюнхені. З 1874 року його ім'я носить одна з вулиць Відня. Створений Отмара Шімковіцем в 1909 у пам'ятник у Відні був зруйнований в 1945 році та досі його не відновлено.

## Творчість

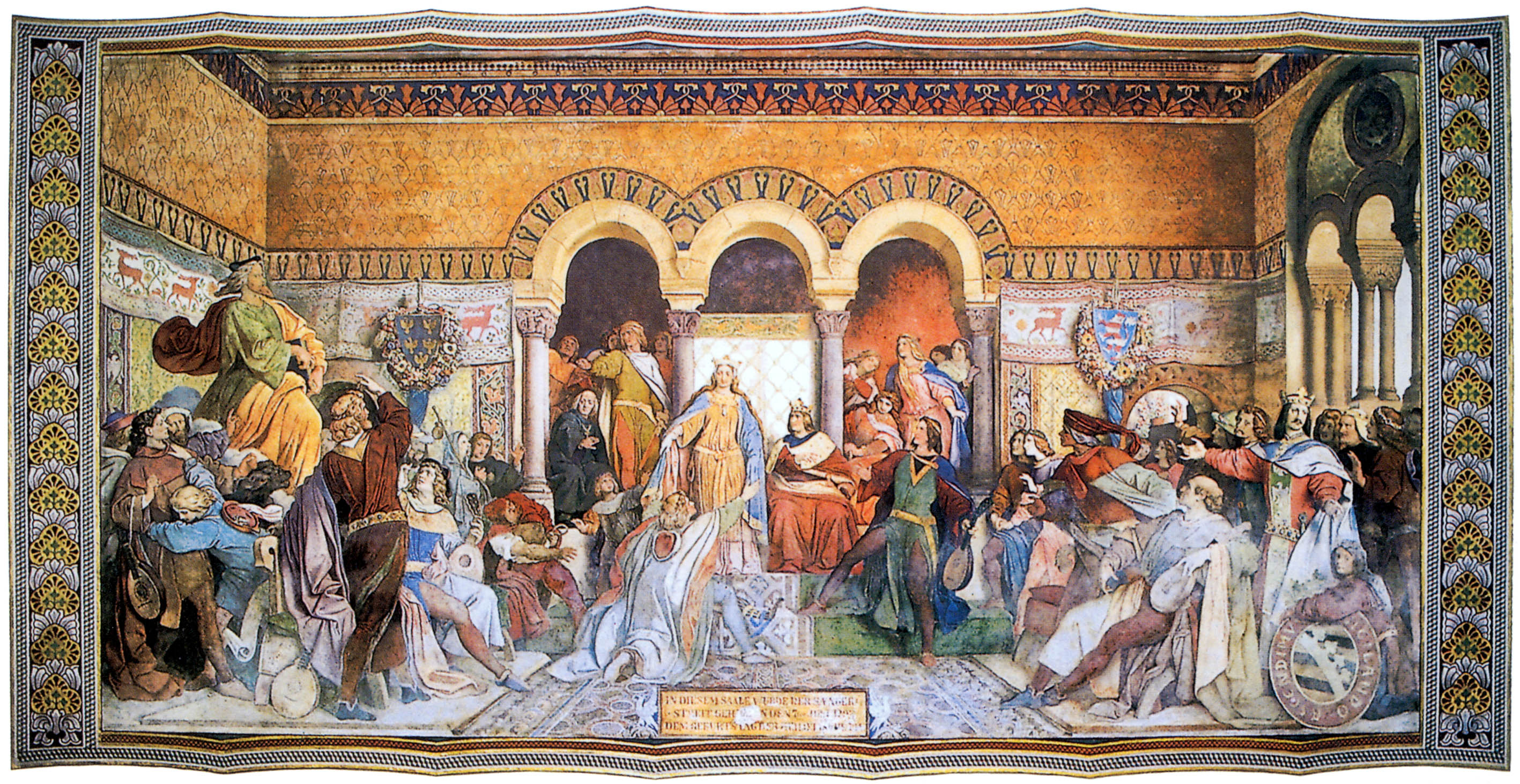
Змагання співаків. Замок Вартбург

Моріц фон Швінд, перебуваючи під впливом монументального стилю Петера фон Корнеліуса, зумів сформувати власний стиль, що відрізняється масштабністю і невеликою кількістю образів, і є разом з Карлом Шпіцвег одним з найбільш значущих і популярних художників пізньої німецької романтики. Його картини за мотивами німецьких епос ів і казок користувалися успіхом і відрізнялися поетичністю. Фон Швінд малював свої картини олійними фарбами, а також створював фрески і виконував книжкові ілюстрації.

## Картинна галерея

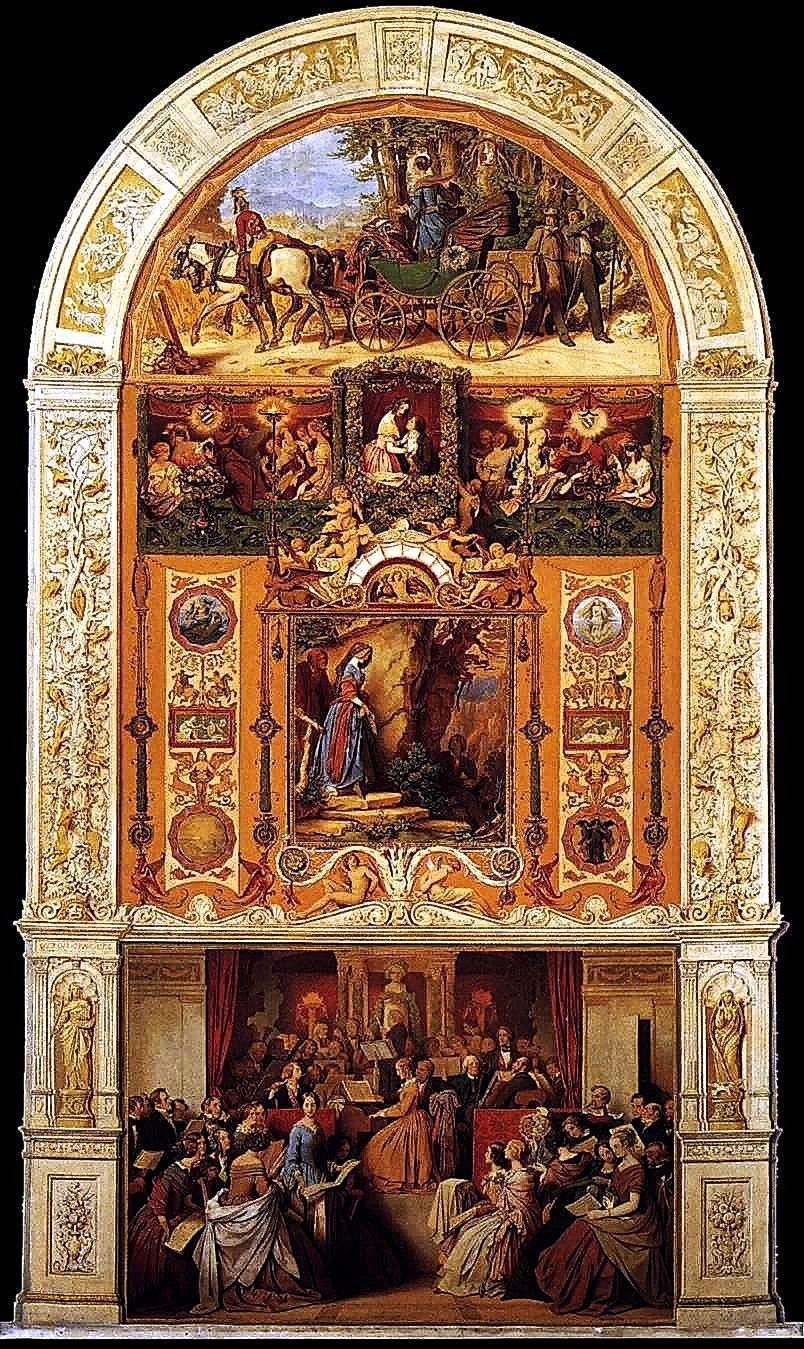
Симфонія. 1852. Нова пінакотека
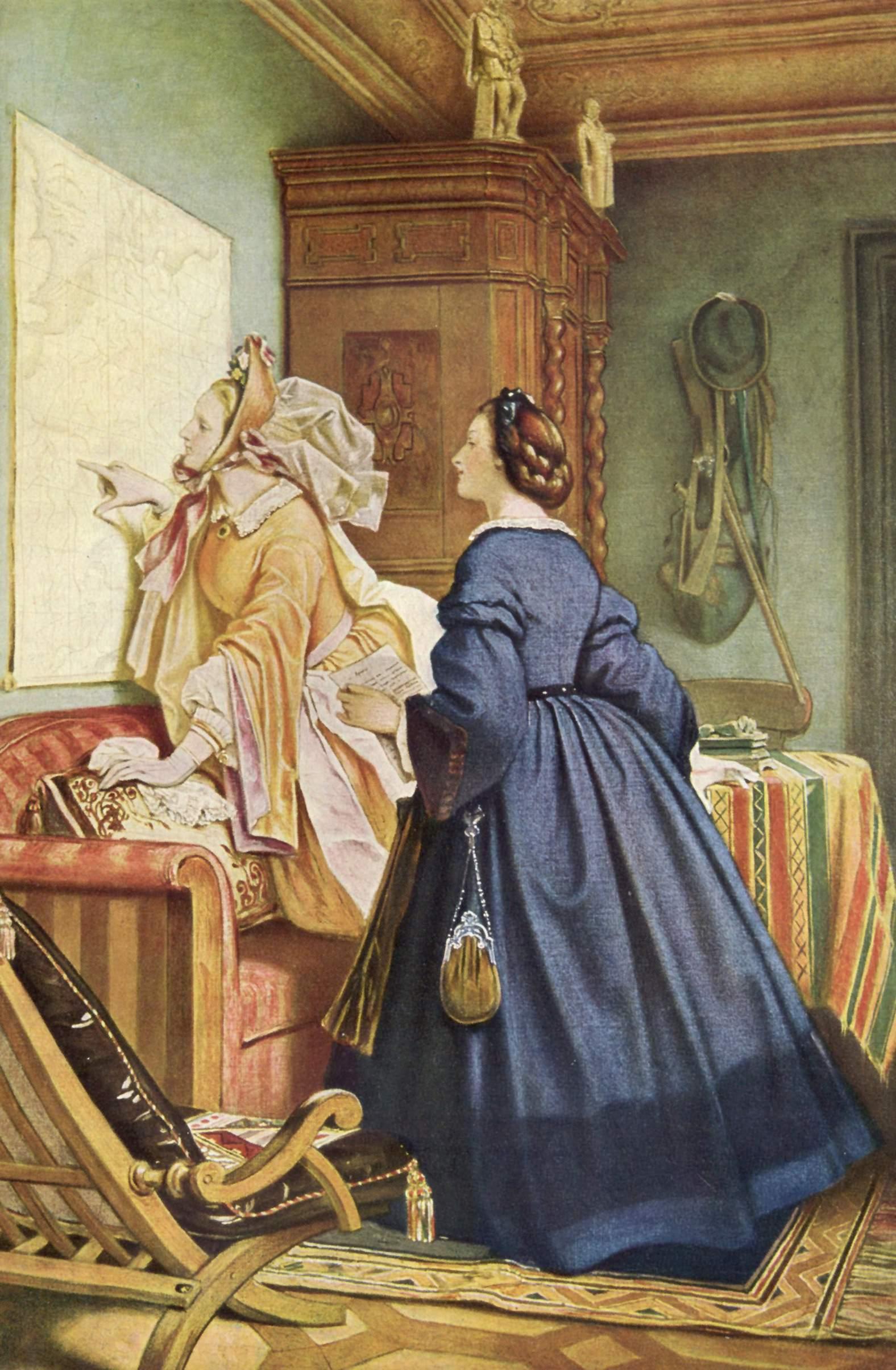
Візит. бл. 1860. Нова пінакотека
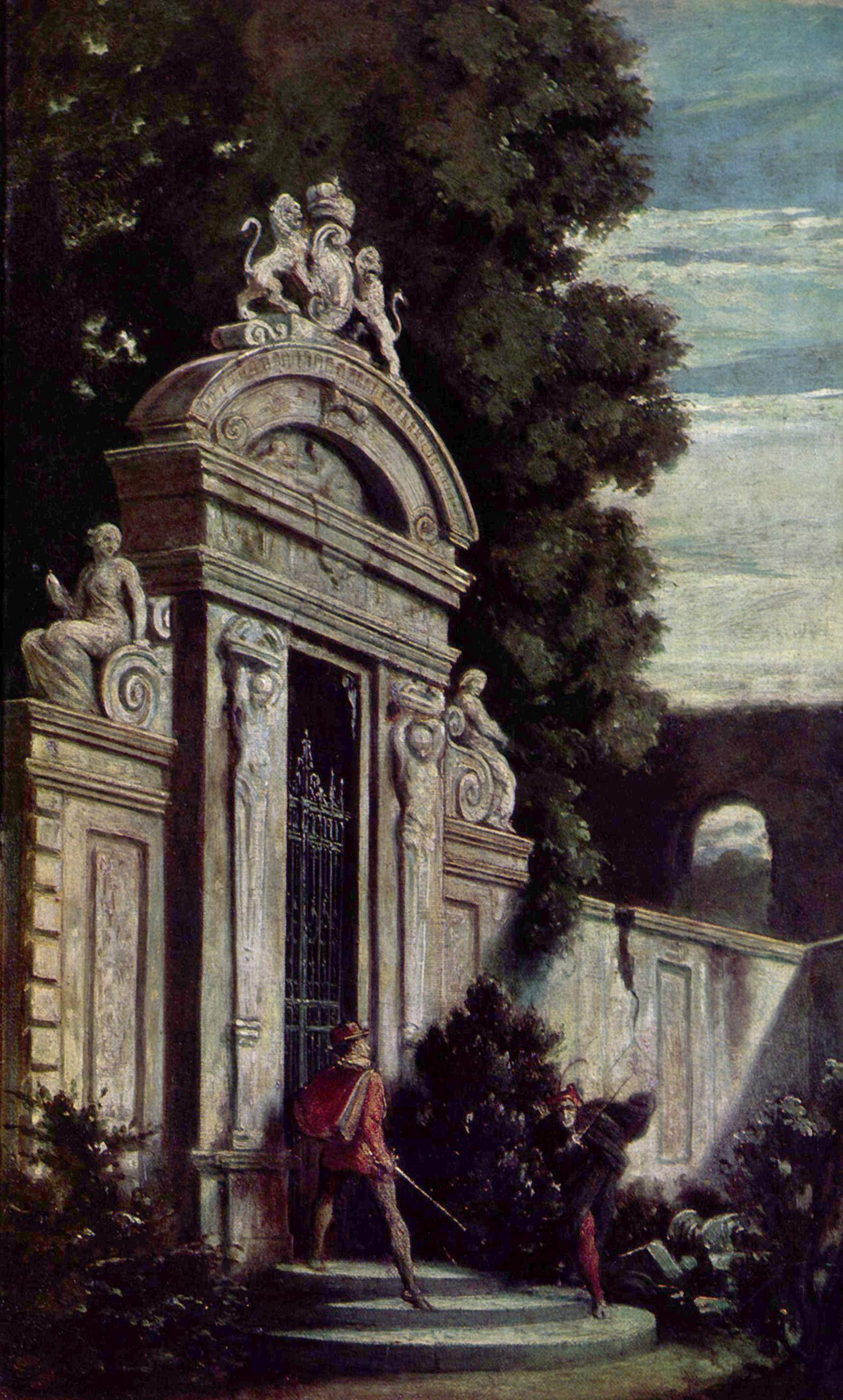
Нічна дуель у садових воріт. бл. 1850-1860. Галерея Шака.
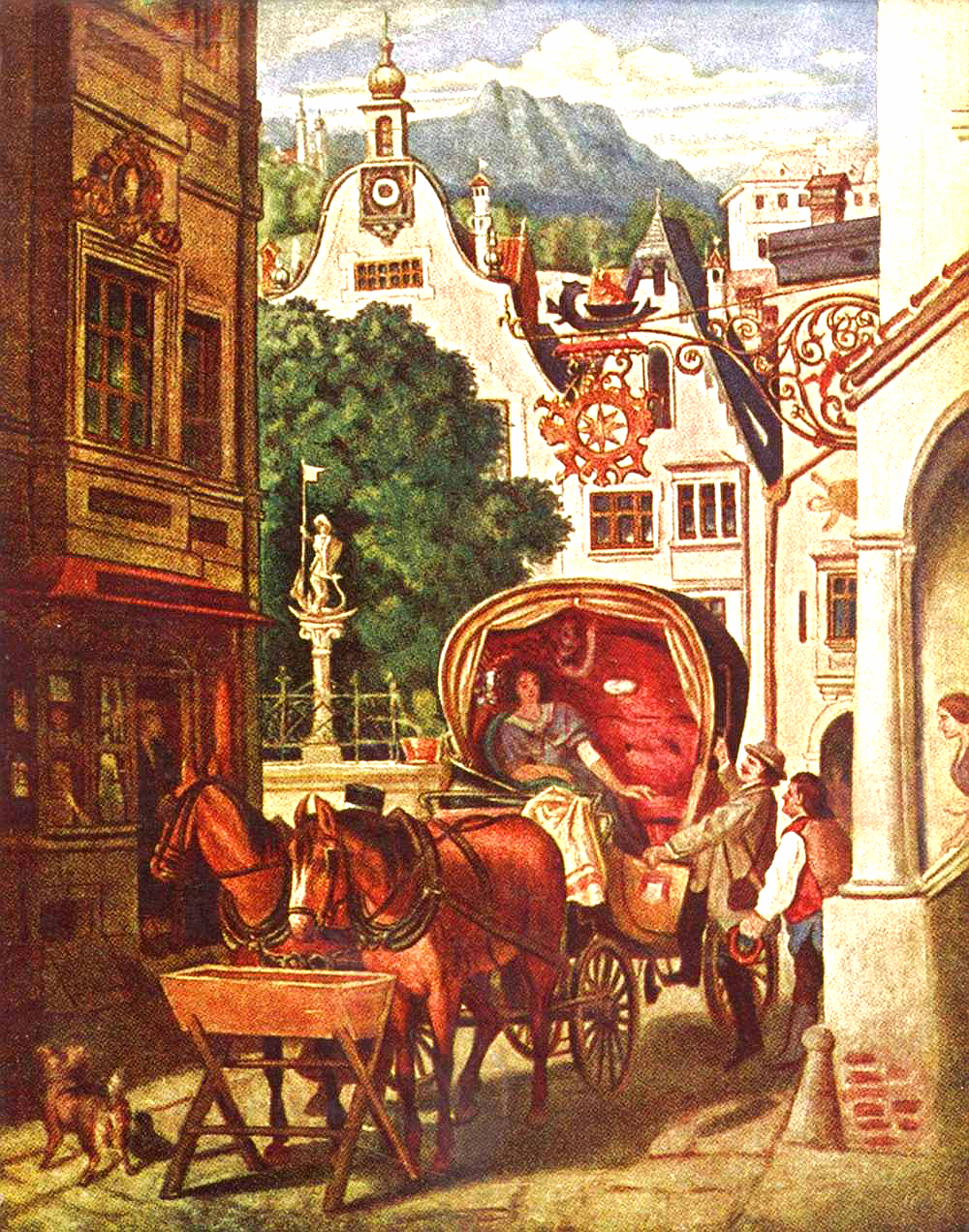
Весільна подорож. 1867. Галерея Шака.
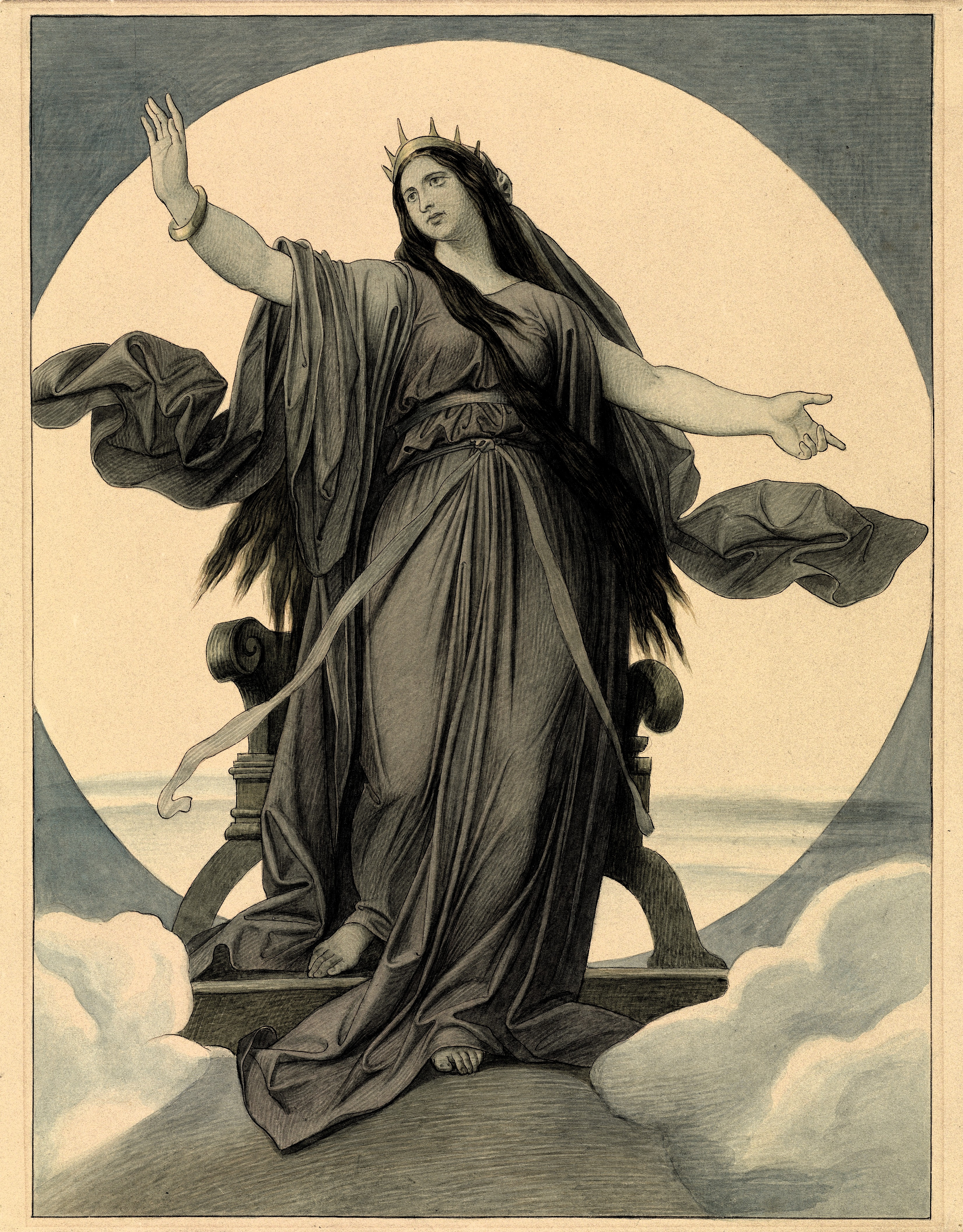
Королева Ночі. Ескіз фрески. бл. 1864–1867. Центр Ґетті.
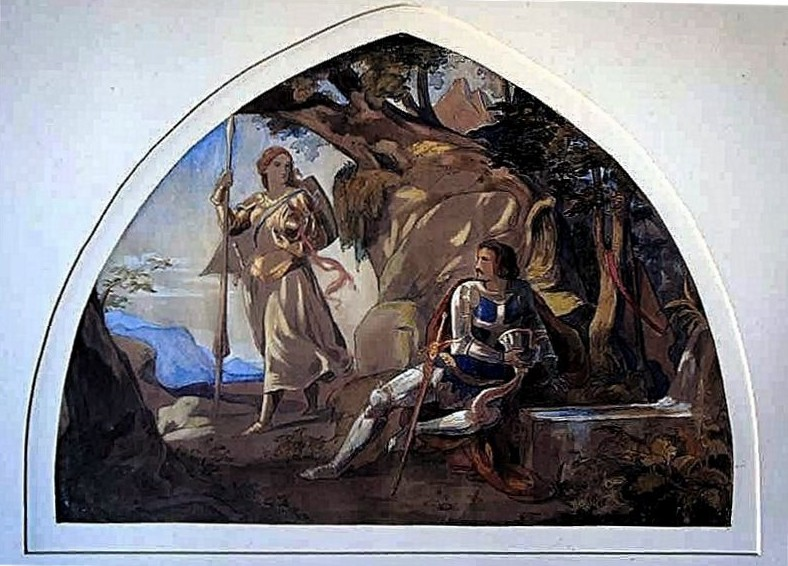
Зігфрід та Брунгільда. Ескіз фрески. бл. 1864–1867.